# Кривоцюк, Антон Викторович
Анто́н Ви́кторович Кривоцю́к (укр. Антон Вікторович Кривоцюк, азерб. Anton Krivotsyuk; 20 августа 1998, Киев) — азербайджанский футболист украинского происхождения, защитник клуба «Тэджон Хана Ситизен» и сборной Азербайджана.

## Клубная карьера
Воспитанник украинского футбола. На профессиональном уровне дебютировал 10 сентября 2016 года в матче чемпионата Азербайджана «Нефтчи» — «Габала» (0:8), в котором вышел на замену на 47-й минуте при счёте 0:5. В сезоне 2017/18 занял с клубом третье место и в июле 2018 года дебютировал в еврокубках, отыграв два матча в отборочной стадии Лиги Европы против венгерского «Уйпешта».
В сезоне 2020/21 в составе бакинского «Нефтчи» стал чемпионом страны.
В июне 2021 года заключил контракт с польским клубом «Висла» из Плоцка. Контракт сроком до 2023 года с возможным продлением ещё на сезон. В презентационном видеоролике Кривоцюка изображение флага Азербайджана и эмблемы «Нефтчи» оказались брошенными на пол, что получило негативную реакцию азербайджанцев.

## Карьера в сборной
С Азербайджаном Кривоцюка связывает только служба его отца в Азербайджане в рядах советской армии. Футболист отмечает, что сильно удивился приглашению в сборную Азербайджана. В 2015—2016 годах приглашался в юношеские сборные Азербайджана. В 2017—2019 годах года выступал за молодёжную сборную страны. С 2019 года — за основную.